# Chočské vrchy
Chočské vrchy este o arie protejată (arie de protecție specială avifaunistică — SPA) din Slovacia întinsă pe o suprafață de 16.817,5 ha, integral pe uscat.

## Localizare
Centrul sitului Chočské vrchy este situat la coordonatele 49°09′48″N 19°24′34″E / 49.163365°N 19.409334°E.

## Înființare
Situl Chočské vrchy a fost declarat arie de protecție specială avifaunistică în mai 2010 pentru a proteja 10 specii de animale.

## Biodiversitate
Situată în ecoregiunea alpină, aria protejată nu include niciun habitat protejat.
La baza desemnării sitului se află mai multe specii protejate de  păsări (10): minunița (Aegolius funereus), acvilă de munte (Aquila chrysaetos), cocoșul de mesteacăn (Bonasa bonasia), buha (Bubo bubo), șoim călător (Falco peregrinus), ciuvică (Glaucidium passerinum), sfrâncioc mare (Lanius excubitor), ciocănitoare de munte (Picoides tridactylus), ciocănitoare verzuie (Picus canus),  cocoș de munte (Tetrao urogallus).